# Charles Valentine Riley
Charles Valentine Riley (18. září 1843 Chelsea, Londýn – 14. září 1895 Washington, D.C.) byl britsko-americký entomolog a umělec. Je považován za otce biologického boje proti škůdcům.

## Život
V roce 1860 odešel z Anglie do USA a v roce 1863 začal publikovat entomologické záznamy v chicagském zemědělském časopise Prairie Farmer. Později se stal jeho redaktorem, kromě svých reportáží také publikoval četné kresby.
Příčinou Rileyova úmrtí byla nehoda na jízdním kole.